# Vejle Amt (før 1970)
Vejle Amt hørte i middelalderen dels under Løversyssel (Bjerre og Hatting Herreder), under Jellingsyssel (Nørvang og Tørrild Herreder) og Almindsyssel (Jerlev, Holmans, Brusk, og Elbo Herreder).
Fra 1660 kom området under Koldinghus Amt og Stjernholm Amt.
Vejle Amt blev oprettet i 1793 af Koldinghus Amt med de tre købstæder Vejle, Kolding og Fredericia, og i 1799 blev Bjerre og Hatting Herreder fra Stjernholm Amt lagt til.
Ved fredsslutningen efter krigen i 1864, hvor Danmark mistede hertugdømmerne, blev der indgået en byttehandel mellem Danmark og de tyske sejrherrer, hvorved de fleste kongerigske enklaver blev indlemmet i det afstående Hertugdømme Slesvig, som til gengæld afstod Ærø, et område ved Ribe og 8 sogne i Tyrstrup Herred til Kongeriget Danmark. Tyrstrup Herred blev således delt, så de 8 sogne syd for Kolding indgik i et nyt Nørre Tyrstrup Herred, der blev overført fra Haderslev Amt til Vejle Amt.
Vejle Amt bestod så af de ni herreder:
- Bjerre Herred
- Brusk Herred
- Elbo Herred
- Hatting Herred
- Holmans Herred
- Jerlev Herred
- Nørre Tyrstrup Herred
- Nørvang Herred
- Tørrild Herred

## Amtmænd
- 1796-1803: Johan Carl Frederik Hellfried
- 1803-1820: Johan Henrik Selmer
- 1820-1826: Herman Gerhardt Treschow
- 1826-1828: Carl Gustav Rosenørn
- 1828-1848: Peter Fjeldsted Hoppe
- 1848 – 1861: Orla Lehmann
- 1861 – 1862: Carl Ludvig Vilhelm Rømer von Nutzhorn (konstitueret)
- 1870 – 1899: Carl Ludvig Vilhelm Rømer von Nutzhorn
- 1899 – 1921: Vilhelm Bardenfleth
- 1921 – 1937: Knud Valløe
- 1937 – 1951: Peder Hershend
- 1951 – 1970: Arne Magnus Wamberg (fortsatte til 1980)

## Eksterne kilder og henvisninger
- Vejle Amt i J.P. Trap: Kongeriget Danmark, udarbejdet af H. Weitemeyer (3. udgave, 5. bind, 1906)